# Hafsa bint Omar
Hafsa bint Omar ben al-Khattâb ou Hafsa (v. 605 - v. 667) est la quatrième épouse de Mahomet. Elle est la fille du deuxième calife Omar ibn al-Khattab.

## Biographie traditionnelle
Pour Ibn Sa'd, Hafsa serait née à La Mecque, vers 605. Elle est la fille d'Omar ibn al-Khattab et de Zaynab bt. Mas'ūn.
Son premier mari est Khoumays ibn Hudhafa. Elle émigra à Médine avec celui-ci. Ce dernier meurt selon les sources à la bataille de Badr (selon Ibn Sa'd,) ou durant celle d'Uhud (selon Ibn Hajar). Pour Ibn Qutayba, celui-ci meurt bien plus tard.
Elle fut alors proposée en mariage par son père à Abu Bakr et à Uthman, qui refusèrent. Elle épousa Mahomet vers 625, alors qu'elle devait avoir 18 ans. Pour Ibn Hajar, cela se passe deux mois avant la bataille d'Uhud.
Ibn Sa'd raconte qu'ils divorcèrent avant de se remettre ensemble. Cet épisode est lié, pour les exégètes à l'interprétation du verset 3 de la sourate 66 qui raconterait une indiscrétion commise par l'une de ses femmes. Ce passage coranique (v.1-3) est allusif et est composé d'éléments épars (le v.3 n'est pas lié au v.2). Si les exégètes ont tenté, a posteriori, d'expliquer ces allusions, Neuenkirchen considère que les commentateurs ont "tenté de trouver diverses solutions moins convaincantes les unes que les autres". Ces traditions racontent que Mahomet aurait profité de l'absence de Hafsa pour avoir des relations avec une esclave, Maria la Copte. Surprenant la scène, Hafsa se serait plainte et Mahomet lui aurait fait jurer le silence, ce qu'elle ne respecta pas. Hafsa possède l'image d'une femme désobéissante.
Certains transmetteurs de hadiths considèrent que cet épisode n'est pas en l'honneur de Mahomet. Pour eux, le secret diffusé par Hafsa concernerait la succession des califes. Pour un autre hadith transmis par Bukhari, cela concernerait un interdit porté sur le miel. Ces multiples transmissions illustrent les adaptations des traditions selon les systèmes éthiques des transmetteurs.
À la mort de Mahomet, Hafsa aurait encouragé Mahomet, avec Aisha, à exclure Ali en faveur de leurs pères respectifs,
Selon la majorité des traditions, Hafsa est morte en 665. Selon des traditions chiites, elle aurait vécu jusqu'à la fin du califat d'Ali. Pour Ibn Qutayba, elle mourut durant celui d'Uthman.

## Rôle dans la constitution du Coran
Selon les récits traditionnels, le calife Abou Bakr (r. 632-634) est le premier compilateur du Coran. Sur les conseils d'Omar et craignant la disparition des témoins et mémorisateurs du Coran, il aurait chargé l'un des scribes de Mahomet, Zayd ibn Thâbit, de mettre par écrit sur des feuillets (Suhuf) les versets mémorisés. Ceux-ci auraient été remis au calife puis transmis à sa mort à sa fille Hafsa, l'une des veuves de Mahomet.
Sous le calife Othman, des divergences dans la récitation du Coran seraient apparues. Ce dernier aurait alors décidé de réunir l'ensemble des sourates en un ouvrage (mushaf). Pour ce faire, il demande à Hafsa de lui faire parvenir ses feuillets du Coran qu'elle garde depuis la mort d'Abou Bakr et fait préparer alors plusieurs copies. Cette tâche est confiée à Zayd ibn Thâbit, `Abd Allah ibn az-Zubayr, Sa`id ibn al-As, et Abdur Rahman ibn Harith ibn Hisham. Ali ibn Abi Talib qui détient un manuscrit compilé par lui-même après la mort de Mahomet dont l'ordre des sourates n'est pas la même (celui-ci suit l'ordre chronologique) ne fait aucune objection au mushaf établi par la commission d'Othmân,. Cette recension est critiquée par d'autres compilateurs du Coran comme Abdullah ibn Masud qui était présent lors de la dernière répétition du Coran par Gabriel en présence de Mahomet.
Il existe des divergences ou variantes entre les récits musulmans de la compilation par Othman. Ainsi, l'ensemble de ces récits n'évoquent pas l'idée d'envoi de codex dans les villes de l'empire. De même, le récit que Guillaume Dye, nomme Habar 2, raconte qu'Othman aurait recopié en un codex les feuillets de Hafsa à la suite de l'observation de divergences entre des Syriens et des Irakiens dans les récitations coraniques. Face à des incohérences dans les récits entourant ces « feuillets de Hafsa », Dye voit en eux « un topos bien connu : pour justifier la recension officielle du texte sacré, on pose l'existence d'un écrit qui garantit que la transmission de la prédication originelle s'est faite de manière fiable et continue – et entre les mains des personnes les plus autorisées. ». Un deuxième topos pour expliquer leur absence est celui de leur destruction par Marwan. V. Comerro rejoint cette vision et présente ces évocations des feuillets de Hafsa comme un rajout rédactionnel servant à réunir les récits de compilation sous Abou Bakr et celui sous Othman.